# 9133 d’Arrest
A 9133 d'Arrest (ideiglenes jelöléssel 3107 P-L) a Naprendszer kisbolygóövében található aszteroida. Cornelis Johannes van Houten, Ingrid van Houten-Groeneveld és Tom Gehrels fedezte fel 1960. szeptember 25-én.